# 단밀국민학교
단밀국민학교는 경상북도 의성군 단밀면에 있었던 국민학교이다.

## 연혁
- 1927년 4월 1일 단밀공립보통학교 설립 인가
- 1927년 10월 1일 단밀공립보통학교 개교
- 1938년 4월 1일 단밀공립심상소학교 개편
- 1941년 4월 1일 단밀공립국민학교 개편
- 일자미상 단밀국민학교 개편
- 1991년 3월 1일 낙정국민학교 분교장 격하 편입
- 1992년 3월 1일 폐교 및 속암국민학교 통폐합, 낙정분교장 이관